# 克雷斯贝格
克雷斯贝格是德国巴登-符腾堡州的一个市镇。总面积48.46平方公里，总人口3785人，其中男性1910人，女性1875人（2011年12月31日），人口密度78人/平方公里。